# Imre Tóth (Philosoph)
Imre Tóth, eigentlich Imre Roth (* 26. Dezember 1921 in Satu Mare; † 11. Mai 2010 in Paris) war ein rumänisch-deutscher Mathematikhistoriker, Philosoph und Altphilologe. Er lehrte Wissenschaftsgeschichte an der Universität Regensburg.

## Leben
Imre Roth wurde in einer ungarischen jüdischen Familie in Rumänien als Sohn von Serena Roth, geborene Epstein, und des Buchhändlers Abraham Roth geboren. Er änderte seinen Familiennamen in Tóth während des Holocaust, dem seine Eltern 1944 zum Opfer fielen. Der Vater hatte aufseiten Österreich-Ungarns im Ersten Weltkrieg gekämpft und war „durch und durch germanophil“.
Imre Tóth überlebte den Holocaust (als einziger seiner Familie) paradoxerweise, weil er im Widerstand war und zu einer Gefängnisstrafe verurteilt worden war: Die jüdischen Gefängnisinsassen sollten erst später deportiert werden als die übrige jüdische Bevölkerung. Am 6. Juni 1944 wurde er mit anderen Häftlingen zu einem Zug gebracht. Kurz vor der Abfahrt stoppte ein ungarischer Offizier den Zug, da die Alliierten in der Normandie gelandet waren und der Offizier den Krieg als verloren ansah; die Häftlinge wurden wieder in das Gefängnis zurückgebracht.
Nach dem Zweiten Weltkrieg studierte Toth Mathematik und Philosophie und unterrichtete 1949 bis 1968 Philosophie und Mathematikgeschichte in Bukarest, wo er 1968 zum Dr. phil. promoviert wurde. Da er sich positiv zum Ungarischen Aufstand geäußert hatte, war er 1958 aus der Kommunistischen Partei ausgeschlossen worden und danach in seiner Karriere behindert. Ende der 1960er Jahre floh er nach Deutschland, wo er 1969 bis 1972 Gastprofessor in Frankfurt am Main und danach in Bochum war. 1971 wurde er zum Ordinarius für Allgemeine Wissenschaftsgeschichte an der Universität Regensburg berufen und lehrte dort ab 1972 als Professor für Philosophie und Geschichte der Mathematik. 1990 wurde er emeritiert und lebte danach in Paris. Er war zudem Gastwissenschaftler an der École normale supérieure in Paris (1975), 1978 in Enschede (Niederlande) und 1980 bis 1981 am Institute for Advanced Study in Princeton (New Jersey) an der Princeton University, wo er bereits 1976 Visitung Fellow gewesen war.
Der Philosophiehistoriker Vittorio Hösle bezeichnet ihn als einen der bedeutendsten Mathematikhistoriker des 20. Jahrhunderts und schrieb über seine Arbeiten: „Imre Tóth setzte die bedeutende deutsche Tradition der antiken Mathematikhistorie auf höchstem Niveau fort, eben weil er nicht nur Philologe, sondern auch Philosoph war.“ Tóth erregte seit 1966 mit der These Aufsehen, „zahlreiche Passagen im Werk des Aristoteles“ setzten voraus, dass die Griechen Kenntnis von nicht-euklidischen Geometrien hatten, also von Geometrien, in denen die Winkelsumme im Dreieck von 180 Grad abweicht. Dabei stützte er sich auch auf eine Analyse des Aufbaus der Elemente Euklids. Die Stellen bei Aristoteles betreffen nicht nur die sphärische Geometrie (Winkelsumme größer als 180 Grad), sondern auch die hyperbolische (Winkelsumme kleiner als 180 Grad), die Aristoteles aber nicht näher untersuchte. Er veröffentlichte darüber 1969 einen populärwissenschaftlichen Aufsatz im Scientific American und befasste sich auch mit den Auswirkungen der Kenntnis nichteuklidischer Geometrien in Philosophie und Theologie. Ein weiterer Schwerpunkt von Tóths Arbeiten waren die Paradoxien von Zenon zum Begriff des Kontinuums.
Unter dem Pseudonym Jaques stellte er surrealistische Collagen aus. Sein Nachlass befindet sich im Universitätsarchiv Regensburg. Er enthält umfangreiche Korrespondenzen mit zahlreichen Wissenschaftlern aus aller Welt und einigen Originalmanuskripten aus der Frühzeit seines Schaffens.
Imre Tóth war ab 1974 mit Siegrid Tóth, geborene Schmidt, verheiratet, lebte vor seiner Emeritierung in Langquaid und hatte vier Kinder (Pierre, Anne, Anaïs und Vanessa).

## Ehrungen
- Mitglied des Institute for Advanced Study, Princeton
- Ehrenbürger der Platonstadt Syrakus

## Veröffentlichungen (Auswahl)
- Das Parallelenproblem im Corpus Aristotelicum. In: Archive for History of Exact Science. 3 (1967), S. 249–422.
- Achilles. Die Paradoxien des Eleaten. 1968.
- La geometria non euclidea prima di Euclide. In: Le Scienze, Januar 1970 (Übersetzung aus Scientific American: Non-euclidean geometry before Euclid. Band 221, November 1969).
- Die nichteuklidische Geometrie in der „Phänomenologie des Geistes“: wissenschaftstheoretische Betrachtungen zur Entwicklungsgeschichte der Mathematik. Frankfurt am Main 1972.
- Geometria more ethico – Die Alternative: Euklidische oder nichteuklidische Geometrie bei Aristoteles und die axiomatische Grundlegung der euklidischen Geometrie. In: Yasukatsu Maeyama, Walter Gabriel Saltzer (Hrsg.): ПPIЗMATA [Prismata]. Naturwissenschaftsgeschichtliche Studien. Festschrift für Willy Hartner. Steiner, Wiesbaden 1977, S. 395–415.
- La révolution non euclidienne. In: La recherche en histoire des sciences. Band 8, Paris 1977, S. 143–151 (Digitalisat).
- Un problème de logique et de linguistique concernant le rapport entre la géometrie euclidienne et non euclidienne. In: Langage et pensée mathématique. Luxembourg 1978, S. 95–142.
- An Absolute-Geometric Model of the Hyperbolic Plane and some Related Metamathematical Consequences. In: 6th International Congress of Logic, Methodology and Philosophy of Sciences. Section 2. Hannover 1979, S. 167–171.
- Genetic Structure of Non-Euclid Geometry. 1979.
- Aristote et les paradoxes de Zénon d’Elée. In: ELEUTHERIA (Athenes). 1979, Nr. 2, S. 304–309.
- Spekulationen über die Möglichkeit eines nichteuklidischen Raumes vor Einstein. In: H. Nelkowski, A. Hermann, H. Poser, R. Schrader, R. Seiler (Hrsg.): Einstein Symposion Berlin (= Lecture Notes in Physics. Nr. 100). Springer-Verlag, Berlin / Heidelberg / New York 1979, S. 46–69.
- Wann und von Wem wurde die nichteuklidische Geometrie begründet? Bemerkungen zu Hans Reichardts ,Gauss und die nichteuklidische Geometrie‘. Leipzig 1976. In: Archives Internationales d’Histoire des Sciences. 1980, S. 192–205.
- Gott und Geometrie: Eine viktorianische Kontroverse, in: Dieter Henrich (Herausgeber), Evolutionstheorie und ihre Evolution, Schriftenreihe der Universität Regensburg, Band 7, 1982, 141–204.
- Mathematische Philosophie und hegelsche Dialektik. In: Michael John Petry (Hrsg.): Hegel und die Naturwissenschaften. Stuttgart 1987, S. 89–182.
- Spekulationen über die Möglichkeit eines nicht euklidischen Raumes vor Einstein. 1979.
- Essere e non essere: il teorema induttivo di Saccheri e la sua rilevanza ontologica, in: Conoscenza e matematica, a cura di Lorenzo Magnani, Milano 1991
- The Dialectical Structure of Zeno's Arguments, in: Hegel and Newtonianism, ed. by Michael John Petry, Dordrecht 1993, 179–200
- I paradossi di Zenone nel "Parmenide" di Platone, Neapel 1994
- Aristotele e i fondamenti assiomatici della geometria. Prolegomeni alla comprensione dei frammenti non-euclidei nel "Corpus Aristotelicum", nel loro contesto matematico e filosofico, Vita e Pensiero, Milano 1997 (Rezension zur zweiten Auflage im Zentralblatt der Mathematik; PDF-Datei; 62 kB [engl.])
- Fragmente und Spuren nichteuklidischer Geometrie bei Aristoteles (= Beiträge zur Altertumskunde.). Band 280. Berlin / New York 2010 (Vorwort von Vittorio Hösle) (Rezensionen dazu im Zentralblatt der Mathematik [engl.] von Victor Pambuccian und im Bryn Mawr Classical Review von Wilfried Lingenberg). Digitalisat.
- La filosofia della matematica di Frege. Una restaurazione filosofica, una controrivoluzione scientifica, a cura di Teodosio Orlando, Macerata 2015
- Il lungo cammino da me a me. Interviste di Péter Várdy. Übersetzt von Francesca Ervas, Macerata 2016.